# Институт Конфуция
Глобальная сеть Институтов Конфуция (англ. Confucius Institute, кит. 孔子学院, пиньинь Kǒngzǐ Xuéyuàn) — сеть международных культуро-образовательных центров, создаваемых Государственной канцелярией по распространению китайского языка за рубежом (сокр. Ханьбань, Hanban, 国家汉办) Министерства образования КНР совместно с зарубежными синологическими центрами. Помимо собственно «институтов» учреждаются «классы» Конфуция. Некоторые институты имеют специализацию, например Афинский институт Конфуция бизнеса, Лондонский институт Конфуция китайской медицины.
Координирует работу и обеспечивает финансирование с китайской стороны Штаб-квартира институтов Конфуция / Ханьбань. Имя выдающегося мыслителя, философа, учителя древности Конфуция присвоено сети институтов по аналогии с испанским Институтом Сервантеса и немецким Институтом Гёте.
Согласно ряду исследований, Институты Конфуция являются инструментами внешней политики КНР в зарубежных государствах, представляющими угрозу их национальной безопасности.

## Задачи
Миссия Институтов Конфуция — способствовать росту понимания Китая и китайской культуры во всем мире, развивать дружеские взаимоотношения Китая с другими странами.
Обучение в Институтах Конфуция будет ориентировано на специфику сотрудничества с Китаем, кроме этого в задачи Институтов входит:
- Организация курсов китайского языка и культуры;
- Проведение научных конференций, посвященных Китаю;
- Популяризация языка и культуры Китая через различные конкурсы и мероприятия;
- Проведение квалификационного теста по китайскому языку (HSK);
- Подготовка и издание учебной литературы по китайскому языку;
- Студенческие и преподавательские стажировки в Китае, консультации по обучению в КНР.[4]

## История
Первый институт Конфуция был открыт 21 ноября 2004 года в столице Республики Корея Сеуле.
По состоянию на конец 2010 года в мире действовало 322 института и 369 классов Конфуция в 96 странах и регионах мира, число зарегистрированных слушателей составило 360 тыс. чел.. По оценкам Ханьбань, в мире более 40 миллионов человек учат китайский язык. По оценкам Министерства образования КНР к 2010 году число изучающих китайский язык иностранцев должно было возрасти до 100 миллионов. До 2020 года Ханьбань планирует довести число институтов Конфуция до 1000.

## Институты Конфуция в России
В России существуют следующие институты Конфуция:
1. Благовещенск (на базе Благовещенского государственного педагогического университета). Открытие института Конфуция на базе Благовещенского государственного педагогического университета состоялось 15 мая 2007 года. С 15 октября 2007 г. в Институте Конфуция на базе БГПУ начались занятия. Он стал третьим из открытых в России Институтов Конфуция. Партнёром БГПУ выступил Хэйхэский университет.[8]
2. Владивосток (на базе ДВФУ).[9] Признан одним из 20-ти лучших Институтов Конфуция в мире в 2008 и 2009 годах. Институт Конфуция во Владивостоке был создан 21 декабря 2006 года на базе ДВФУ. Один из первых Институтов Конфуция в России по времени создания в рамках международного образовательного проекта «Институт Конфуция», реализуемого по инициативе Ханьбань. Вузом-партнером с китайской стороны является Хэйлунцзянский университет.
3. Волгоград, (Волгоградский государственный социально-педагогический университет, Институт Конфуция ВГПУ). Открытие Института Конфуция на базе Волгоградского государственного педагогического университета состоялось 27 апреля 2011 года. Вузом-партнером с китайской стороны — Тяньцзиньский университет иностранных языков.
4. Екатеринбург (на базе Уральского федерального университета имени первого Президента России Б.Н. Ельцина (УрФУ). Открыт на базе Уральского государственного университета им. А. М. Горького 28 октября 2008 года[10]. В открытии участвовала делегация из вуза-партнера УрГУ — Гуандунского университета иностранных языков и внешней торговли во главе с вице-президентом университета Фан Фаньцюанем. 12 мая 2011 года УрГУ был присоединён к Уральскому федеральному университету, на базе которого в данный момент функционирует Институт Конфуция в рамках Уральского гуманитарного института.
5. Екатеринбург (на базе Российского Государственного Профессионально-Педагогического Университета (РГППУ, Школа Конфуция). Открыта на базе Российского государственного профессионально-педагогического университета. 6 декабря 2007 года в сотрудничестве с Международным радио Китая.
6. Иркутск (МИЭЛ ИГУ). Открытие Института Конфуция при участии Ляонинского университета на базе Международного института экономики и лингвистики Иркутского государственного университета.
7. Казань (на базе Института Востоковедения Казанского государственного университета). Открытие института Конфуция на базе Института востоковедения Казанского федерального университета состоялось 30 мая 2007 г. С китайской стороны куратором Института является Хунаньский педагогический университет.
8. Комсомольск-на-Амуре (на базе АмГПГУ)
9. Москва, (МГУ, Институт Конфуция МГУ). Институт Конфуция МГУ создан на базе Института стран Азии и Африки МГУ в сентябре 2007 года. Инициатором создания Института выступила китайская сторона в лице представителей Канцелярии по распространению китайского языка за рубежом при Правительстве КНР. Партнером по работе стал Пекинский университет — ведущий университет КНР, имеющий давние и прочные связи с Московским университетом. Цель создания Института Конфуция МГУ — расширять и укреплять дружбу, взаимопонимание и сотрудничество между Россией и Китаем в области образования, науки и культуры. Институт Конфуция МГУ содействует развитию учебных, научных и культурных связей Московского университета с научными, образовательными и общественными организациями и государственными структурами КНР. Открытие Института Конфуция МГУ состоялось 27 октября 2008 года в Интеллектуальном центре Фундаментальная библиотека МГУ им. М. В. Ломоносова. В церемонии принимали участие Ректор МГУ В. А. Садовничий, Член Госсовета КНР Лю Яндун, Министр образования КНР Чжоу Цзи, Чрезвычайный и Полномочный Посол КНР в России Лю Гучан и другие официальные лица.[11].
10. Москва, (Российский государственный гуманитарный университет, Институт Конфуция РГГУ).Институт Конфуция РГГУ открылся 4 сентября 2007 года и стал первым Институтом Конфуция в Москве[12]. Вузом-партнёром с китайской стороны стал Университет внешних экономических связей и внешней торговли (г. Пекин). В 2013 году Институт Конфуция РГГУ признан лучшим в мире Институтом Конфуция по итогам 2013 года.
11. Москва, (Московский государственный лингвистический университет). Институт Конфуция при МГЛУ[13] был торжественно открыт 31 марта 2011 года и уже 6 мая по поручению Отдела образования Посольства Китайской Народной Республики в Российской Федерации вместе с МГЛУ провел этап Х Всемирного студенческого конкурса по китайскому языку «Мост китайского языка» для Московского региона. В мае 2012 года Институт Конфуция совместно с МГЛУ и Посольством Китайской Народной Республики в Российской Федерации успешно провел первый Всероссийский финал конкурса «Мост китайского языка» для студентов российских вузов[14].
12. Нижний Новгород (на базе НГЛУ).Открытие Института Конфуция в Нижнем Новгороде состоялось 06.06.2011 в Нижегородском государственном лингвистическом университете им. Н.А. Добролюбова. В церемонии приняли участие: Чрезвычайный и полномочный посол Китайской Народной Республики в Российской Федерации Ли Хуэй, Заместитель губернатора Дмитрий Сватковский, представители областной и городской администрации, ректоры вузов Нижнего Новгорода и  др. почетные гости. Партнерский университет с китайской стороны - Сычуаньский университет иностранных языков в г. Чунцине.
13. Новосибирск (на базе Новосибирского государственного технического университета). Открытие Института Конфуция НГТУ состоялось 7 сентября 2007 года[15], в нём принял участие губернатор Новосибирской области Виктор Толоконский, министр образования КНР Чжоу Цзи, ректор НГТУ, профессор Николай Пустовой, ректор Даляньского университета иностранных языков Сунь Юхуа, член Госсовета КНР Чандж Ли[кто?]. Директором Института был назначен помощник проректора по международным связям НГТУ Моу Сяньминь. Летом 2010 года в НГТУ прошел второй форум институтов Конфуция Евро-Азиатского региона[15].
14. Новосибирск (на базе Новосибирского государственного университета, Класс Конфуция). НОКЦ Гуманитарного института Новосибирского государственного университета "Институт Конфуция" создан в 2018 году на базе проекта "Класс Конфуция НГУ", осуществлявшегося с 2008 года. Вузом-партнером с китайской стороны является Синьцзянский университет (г. Урумчи). Обучение китайскому языку и подготовка китаистов начались в НГУ с 1970 года — наиболее рано среди новосибирских вузов. Многие НИИ Академгородка, где расположен НГУ, активно сотрудничают с коллегами в КНР. В связи с этим спецификой деятельности Класса Конфуция НГУ стала ориентация на потребности развития научных связей Новосибирского научного центра с КНР. Обязанности директора, руководителя проекта в 2008-2017 гг. исполнял старший научный сотрудник ИАЭТ, профессор кафедры востоковедения НГУ Сергей Александрович Комиссаров. Церемония официального открытия Класса Конфуция НГУ 5 июля 2009 года (фактическая деятельность началась после подписания соглашения о создании в марте 2008 года[16]) была приурочена к проведению в Академгородке Форума научных учреждения Шанхайской организации сотрудничества. Среди почетных гостей с китайской стороны присутствовал вице-президент Академии наук КНР Ли Цзяян, выступивший с приветственным словом. По результатам работы в 2011 г. Класс Конфуция НГУ стал одним из 30 лучших центров Конфуция, получивших звание «передового».В пяти образовательных учреждениях действуют центры языка и культуры Китая, созданные в партнерстве с НГУ: в ГАГУ (Горно-Алтайск), АлтГУ (Барнаул), СИУ РАНХиГС (Новосибирск), НГУЭУ и в средней школе № 112 г. Новосибирска; на основании соглашений ведется сотрудничество с учреждениями довузовской ступени образования.
15. Пермь (Класс Конфуция [МАОУ «Гимназия № 2» г. Перми]).Класс Конфуция открыт на базе ведущей гимназии г. Перми — МАОУ «Гимназия № 2» г. Перми, где с 2010 года работает Восточный центр — структурное подразделение, на базе которого ведется углубленное изучение восточных языков и культур. В гимназии также действует единственный в ПФО и УрФО сертифицированный центр по приему экзамена на знание японского языка «Нихонго норёку сикэн». Класс Конфуция открыт при школе 29 апреля 2014 года, является единственным в России классом Конфуция, открытом на базе среднего общеобразовательного учебного заведения. Школа партнер в Китае — Средняя школа № 2 г. Циндао (Циндао — город-партнер Перми). В настоящий момент в гимназии разработаны и апробированы программы китайского и японского языка как второго иностранного. В 2015 году их планируется внедрить в основную учебную программу гимназии.
16. Рязань (Институт Конфуция Рязанского государственного университет им. С. А. Есенина).Институт Конфуция стал одним из высших учебных заведений Рязанского государственного университета им. С. А. Есенина 23 марта 2010 года. Его открытие производили министр образования Рязанской области и китайской провинции Цзилинь. Вузом-партнёром стал Чанчуньский университет, сопредседателем правления с китайской стороны — Пань Фулинь.
17. Санкт-Петербург, (Восточный факультет СПбГУ).В Санкт-Петербурге торжественная церемония открытия Института Конфуция состоялась 3 сентября 2007 года в Санкт-Петербургском государственном университете[17]. Санкт-Петербургский институт Конфуция открылся на базе Восточного факультета Санкт-Петербургского университета, главой института стал декан факультета Евгений Зеленев[18]. Китайская сторона инвестирует в проект $150 тыс. Институт Конфуция СПбГУ уделяет большое внимание исследовательским и переводческим проектам. С июля 2010 г. на его базе сформирована редакция русско-китайской версии журнала «Институт Конфуция» (ISSN1674-9731).
18. Санкт-Петербург, (Институт Конфуция в СПбГУ на базе Санкт-Петербургского Китайского Центра, Школа «Конфуций»)
19. Томск (на базе Томского государственного университета).29 ноября 2007 года Государственная канцелярия по распространению китайского языка за рубежом (Ханьбань) и Томский государственный университет (г. Томск), заключили соглашение о совместном учреждении Института Конфуция в ТГУ. Официально открыт 28 мая 2008 года. Партнером с китайской стороны является Шэньянский политехнический университет (г. Шэньян, провинция Ляонин, КНР). Председатель Правления от российской стороны: ректор Томского государственного университета Г. В. Майер. Председатель Правления от китайской стороны: ректор Шэньянского политехнического университета (ШПУ) Син Гуйхэ. В мае 2010 года руководство Томского государственного университета открыло в ШПУ Центр русского языка.
20. Улан-Удэ (Институт Конфуция Бурятского государственного университета имени Доржи Банзарова БГУ).Институт Конфуция БГУ создан на базе Восточного факультета Бурятского государственного университета в июле 2007 года. Вузом-партнёром по работе является Чанчуньский политехнический университет (г. Чанчунь, провинция Гирин, КНР).
21. Элиста (на базе Калмыцкого государственного университета (КГУ))[19]
22. Якутск. Закрыт в 2010 году по решению российского суда.[20]

## Институты Конфуция в СНГ
Армения. Ереванский государственный лингвистический университет им. В. Я. Брюсова
Азербайджан. Бакинский государственный университет(BDU-Baki Dovlet Universiteti). Азербайджанский университет языков
Беларусь. Белорусский государственный университет. Минский государственный лингвистический университет. Институт Конфуция по науке и технике Белорусского национального технического университета — первый в мире Институт Конфуция по науке и технике. Гомельский государственный университет имени Франциска Скорины
Казахстан. Казахский национальный университет имени аль-Фараби (на базе Факультета востоковедения)г. Алматы. Евразийский национальный университет (г. Астана). Актюбинский региональный университет имени К. Жубанова на базе факультета иностранных языков (г. Актобе). Карагандинский государственный технический университет
Кыргызстан. Бишкекский гуманитарный университет. Кыргызский национальный университет. Ошский государственный университет
Украина. Луганский национальный педагогический университет имени Тараса Шевченко — первый на Украине Институт Конфуция открылся 30 мая 2007 года. Киевский национальный университет имени Тараса Шевченко. Харьковский национальный университет имени В. Н. Каразина. Полтавский университет экономики и торговли. Южноукраинский национальный педагогический университет имени К. Д. Ушинского (Одесса). Киевский национальный лингвистический университет
Узбекистан. Ташкентский институт востоковедения. Самаркандский государственный институт иностранных языков.
Таджикистан. Таджикский национальный университет — первый в Таджикистане Институт Конфуция открылся 2009 году.

## Институты Конфуция в США
B США 110 институтов и 501 — класс, (в России 17 — институтов, 5 — классов Конфуция).

## В филателии
1 декабря 2012 года почта КНР выпустила две почтовых марки в честь Института Конфуция.
На марке, посвящённой теме преподавания, изображена радуга и панда, держащая школьную доску с надписью мелом «Институт Конфуция» на двух языках: кит. упр. 孔子学院, англ. Confucius Institute. На марке, посвященной теме культурного обмена изображены радуга, символ Института — белый голубь на фоне стилизованного изображения земного шара, — держащий в клюве табличку с надписью «здравствуй» (кит. упр. 你好), а также печать с надписью, читаемой сверху вниз и справа налево «Институт Конфуция» (кит. упр. 孔子学院).